# Любен Иванов (политик)
Любен Иванов Иванов е български адвокат и политик от ДСБ. Народен представител от коалиция „Демократична България“ в XLVIII народно събрание. Бивш общински съветник във Видин (2015 – 2022). Докато е общински съветник неговата фирма за охрана получава с общинско финансиране сумата от над 740 хил. лв.

## Биография
Любен Иванов е роден на 3 януари 1979 г. в град Видин, Народна република България. Завършва специалност „Право“ в Софийски университет „Св. Климент Охридски“. От 2003 г. e адвокат към Адвокатска колегия – Видин. Работил е в сферата на търговската несъстоятелност, съобщават от правителствената информационна служба. На местните избори през 2015 г. е избран за общински съветник в Общински съвет – Видин, излъчен от Местна коалиция СДС (НДСВ, Нова алтернатива, ЗНС, БЗНС, БДСР). В периода януари 2022 – август 2022 г. заема поста областен управител на област Видин, назначен от правителството на Кирил Петков.